# Эстлунд, Мари-Хелен
Мари-Хелен Эстлунд урождённая Вестин (швед. Marie-Helene Östlund; род. 14 мая 1966 года, Соллефтео) — шведская лыжница, чемпионка мира, победительница этапов Кубка мира. Жена известного шведского лыжника Эрика Эстлунда.
В Кубке мира Эстлунд дебютировала в 1986 году, в феврале 1987 года одержала свою первую победу в индивидуальной гонке на этапе Кубка мира. Всего в индивидуальных гонках имеет на своём счету 2 победы на этапах Кубка мира. Лучшим достижением Эстлунд в общем итоговом зачёте Кубка мира являются 2-е место в сезоне 1987/88.
На Олимпиаде-1988 в Калгари показала следующие результаты: 7-е место в гонке на 5 км классикой, 8-е место в гонке на 10 км классикой, 10-е место в гонке на 20 км коньком и 6-е место в эстафете.
На Олимпиаде-1992 в Альбервиле стала 9-й в гонке на 5 км классикой, 6-й в гонке преследования, 10-й в гонке на 15 км классикой, 7-й в гонке на 30 км коньком и 7-й в эстафете.
На Олимпиаде-1994 в Лиллехаммере заняла 17-е место в гонке на 15 км коньком, 12-е место в гонке на 30 км классикой и 6-е место в эстафете.
За свою карьеру принимала участие в пяти чемпионатах мира, на которых завоевала 1 золотую, одну серебряную и две бронзовые медали.